# Live at Knebworth
Live at Knebworth (также известный как Live Summer 2003) — первый концертный альбом британского поп-певца Робби Уильямса, выпущенный в 2003 году.

## Об альбоме
Live at Knebworth был записан во время трёх концертов в Knebworth House, Небуорт, графство Хартфордшир, Англия. Концерты посетило 375.000 зрителей, что стало рекордом для Великобритании на тот момент.

## Список композиций
1. «Let Me Entertain You» — 5:55
2. «Let Love Be Your Energy» — 4:45
3. «We Will Rock You» — 1:19
4. «Monsoon» — 5:10
5. «Come Undone» — 5:34
6. «Me and My Monkey» — 7:20
7. «Hot Fudge» — 5:45
8. «Mr. Bojangles» — 5:25
9. «She’s the One» — 5:44
10. «Kids» — 7:21
11. «Better Man» — 2:11
12. «Nan’s Song» — 4:51
13. «Feel» — 5:17
14. «Angels» — 5:56

## What We Did Last Summer
What We Did Last Summer — Robbie Williams: Live at Knebworth — концертный фильм британского певца Робби Уильямса, записанный 1-3 августа 2003 года в Небуорте, Англия, в рамках тура Weekends of Mass Distraction Tour.
Концерт начинается с подвешенного над сценой на банджи за ноги Робби Уильямса (на манер изображения на обложке альбома Escapology). «No Regrets» Уильямс традиционно посвятил своим бывшим коллегам по Take That. Во время исполнения «Nan’s Song», «Better Man» и «Made Up Song» Уильямс подыгрывает себе на акустической гитаре.
Исполнение «Back for Good» Уильямсом и Марком Оуэном в третий день концертов в DVD не вошло.

### Список композиций
1. «Let Me Entertain You»
2. «Let Love Be Your Energy»
3. «We Will Rock You» (кавер-версия Queen)
4. «Monsoon»
5. «Come Undone»
6. «Strong»
7. «Me and My Monkey»
8. «Hot Fudge»
9. «Mr Bojangles»
10. «She’s the One»
11. «Supreme»
12. «No Regrets»
13. «Kids»
14. «Better Man»
15. «Made Up Song»
16. «Nan’s Song»
17. «Feel»
18. «Rock DJ»
19. «Angels»

### Дополнительные материалы
- Фильм «Moments of Mass Destruction»
- «More Precious Than Gold» (Unicef видео)
- Видео о подготовке концерта
- Fan Diaries — фильм о фанатах на концерте
- Фото
- Секция DVD-Rom : обои, заставки, игры[2]